# Hino Satoshi
Hino Satoshi (日野 聡 Hino Satoshi, sinh ngày 4 tháng 8, 1978) là một diễn viên lồng tiếng người Nhật Bản.

## Sự nghiệp
2001
- Trái tim bóng tối, Halley Brancket

2003
- Ikki Tousen, Kokin Shuyu [2]
- Nitaboh, Nitaro / Nitaboh

2004
- Meine Liebe, Anri
- Khốn kiếp! ! Nhật Bản , Masanobu Tsutsumi
- Yu-Gi-Oh! Duel Quái vật GX, Kagurazaka

2005
- Shakugan no Shana, Yūji Sakai [3]
- Trinity Blood, Abel (trẻ)
- Da Capo: Mùa thứ hai, Furuta

2006
- Asatte no Hōkō, Hiro Iokawa
- Cô gái địa ngục: Hai tấm gương, Seiichi Meshiai
- Dự án Sylpheed, Katana Faraway
- Sự quen thuộc của Zero, Saito Hiraga [4]
- Naruto, Akio

2007
- Hayate the Combat Butler, Kyonosuke Kaoru
- Kimikiss Pure Rouge, Kōichi Sanada [5]
- Naruto Shippuden 2007-2017, Sai, Shiba
- Shakugan no Shana II, Yūji Sakai [6]
- Sự quen thuộc của Zero: Hiệp sĩ của Moons đôi, Saito Hiraga [7]

2008
- Cross Edge, Yūto Kannagi
- Nabari no Ou, Kōichi Aizawa [8]
- Cantodile Nodame: Paris, Li Yunlong
- Sự quen thuộc của Zero: Rondo of Princesses, Saito Hiraga [9]
- Quản gia đen, tro

2009
- Tình yêu đầu tiên có giới hạn, Yoshihiko Bessho
- Gintama, Kamui
- Metal Fight Beyblade, Kyoya Targetami
- Cô gái bóng chày Taishou, Saburou Kitani
- Tayutama: Hôn lên vị thần của tôi, Yuuri Mito [10]
- La Corda d'Oro: Secondo Passo, Kiriya Eto

2010
- Trường mẫu giáo Hanamaru, Naozumi Tsuchida [11]
- Bakuman, Akito Takagi
- Mèo chết tiệt, Botasky
- Truyền thuyết về những anh hùng huyền thoại, Luke Stokkart
- Otome Yōkai Zakuro, Riken Yoshinokazura
- Một chỉ số ma thuật nhất định II, Shiage Hamazura
- Sự phản bội biết tên tôi, Senshiro Furuori
- Mazinkaizer SKL, Ryo Magami
- Trường trung học của người chết, Tsunoda

2011
- Bakuman 2, Akito Takagi
- Mayo Chiki!, Kinjirou Sakamachi
- Gintama, Kamui
- Nhảy múa, Akitoshi Daimon
- Chung kết Shakugan no Shana III, Yūji Sakai [6]
- Đang làm việc'! ! , Kirio Yamada

2012
- Thế giới Accel, Rust Jigsaw
- Sự quen thuộc của Zero F, Saito Hiraga
- Hagure Yuusha no Estetica, Ryouhei Uesaki
- Rock Lee và Ninja Pals của anh ấy, Sai
- Bakuman 3, Akito Takagi
- Code G ass: Akito lưu vong, Ryou Sayama
- Cô gái thú cưng của Sakurasou, Sōichirō Tatebayashi
- Giết người kịch, Noiz
- Hoài nghi Sentai Zyuohger, Thần chú (tập 16)
- Kaitou Sentai Lupinranger VS Keisatsu Sentai Patranger, Jenko Copamino (tập 12)
- Hero Mama League, Space Ninja Demost
- Uchu Sentai Kyuranger vs. Đội hình không gian , Space Ninja Demost

2023
- Niehime to Kemono no Ou, Leonhart